# Hipódromo de Ffos Las
El Hipódromo de Ffos Las o el Centro de Conferencias e Hipódromo de Ffos Las (en inglés: Ffos Las Racecourse) es un lugar de conferencias y para carreras de caballos situado en Ffos Las, Gales, en el Reino Unido. El Hipódromo de Ffos Las fue construido en el sitio donde estaba una mina de carbón a cielo abierto después de que las operaciones mineras cesaron. Después de la finalización de la primera fase de la construcción el primer evento se produjo allí en junio de 2009, por lo que el hipódromo Ffos Las se convirtió en el nuevo hipódromo nacional construido en el Reino Unido en más de 80 años, y el tercer hipódromo de Gales. El hipódromo de Ffos Las fue construido a un costo de £ 20 millones. El complejo del hipódromo tiene unos 600 acres (2,4 km²) de tamaño.